# کارول یوکل
کارول یوکل (اسلواکی: Karol Jokl؛ ۲۹ اوت ۱۹۴۵ – ۲۸ اکتبر ۱۹۹۶) بازیکن و مربی فوتبال اهل چکسلواکی بود.
از باشگاه‌هایی که در آن بازی کرده‌است می‌توان به باشگاه فوتبال اسلوان براتیسلاوا اشاره کرد.
وی همچنین در تیم ملی فوتبال چکسلواکی بازی کرده‌است.